# Archichauliodes lewis
Archichauliodes lewis är en insektsart som beskrevs av Günther Theischinger 1983. Archichauliodes lewis ingår i släktet Archichauliodes och familjen Corydalidae. Inga underarter finns listade i Catalogue of Life.